# Hypolimnas victrix
Hypolimnas victrix är en fjärilsart som beskrevs av Hans Fruhstorfer 1912. Hypolimnas victrix ingår i släktet Hypolimnas och familjen praktfjärilar. Inga underarter finns listade i Catalogue of Life.